# Megaloptilla callopis
Megaloptilla callopis är en biart som först beskrevs av Joseph Vachal 1911.
Megaloptilla callopis ingår i släktet Megaloptilla och familjen vägbin. Inga underarter finns listade i Catalogue of Life.